# Черемушки (район Москви)
Чере́мушки (рос. Черёмушки) — район в Москві (Росія), розміщений в Південно-Західному адміністративному окрузі, а також однойменне внутрішньоміське муніципальне утворення. Відомий своїми панельними будинками — «хрущовками», побудованими в 1960-их роках, і в даний час замінними в ході проєкту заміни житлового фонду. Є ряд архітектурних пам'яток, парк.
Розрізняють адміністративний район Черемушки і історичний район Черемушки. Історичний район Черемушки набагато більше адміністративного району Черемушки, має багату історію і розташовується на території декількох адміністративних районів. Умовно історичними Черемушками можна вважати територію, обмежену Малим кільцем Московської залізниці на півночі, Ленінським проспектом на заході, Заміським шосе і Севастопольським проспектом на сході і вулицею Обручева на півдні.